# Американське математичне товариство
Американське математичне товариство (англ.The American Mathematical Society, AMS) є об'єднанням професійних математиків, чиї інтереси присвячені вивченню математичної науки, а також чиї праці служать національній і міжнародній спільнотам через публікації, наради, пропаганду та інші програми.
Товариство є однією з чотирьох учасників Спільної політичної ради з питань математики, а також членом Ради з питань математики.

## Історія
AMS було засновано в 1888 році як Нью-Йоркське математичне товариство Томасом Фіске, який був вражений роботою Лондонського математичного товариства під час візиту до Англії. Джон Говард Ван Амрінг був першим президентом, а Фіске став секретарем. Незабаром товариство вирішило видавати журнал, але отримало опір через побоювання щодо конкуренції з Американським математичним журналом. В результаті було вирішено видавати Бюлетень Американського математичного товариства, головним редактором якого був Фіске. Журнал, як задумувалося, спричинив збільшення кількості членів. Популярність Бюлетеня також стала причиною початку видавництва Transactions of the American Mathematical Society та Proceedings of the American Mathematical Society, які також були журналами.
У 1891 році Шарлотта Скотт стала першою жінкою, яка приєдналася до товариства. Товариство реорганізувалося під теперішньою назвою і стало національним товариством у 1894 році, і того ж року Скотт стала першою жінкою у першій раді Американського математичного товариства.
У 1951 році штаб-квартира товариства переїхала з Нью-Йорка в Провіденс, Род-Айленд . Пізніше товариство отримало офіс в Ен-Арбор, штат Мічиган, у 1965 році та офіс у Вашингтоні, округ Колумбія, у 1992 році.
У 1954 р. Товариство закликало створити новий викладацький ступінь — доктора математичних наук, подібного до доктора наук, але без наукової роботи.
У 1970-х, за повідомленням в «Короткій історії Асоціації жінок у математиці: Перспективи президентів» написаним Ленорою Блюм: «У ті роки AMS [Американське математичне товариство] управлялася тими, кого можна було назвати лише як „група чоловіків старих порядків“, закрита для всіх, крім тих, хто не є у їх внутрішньому колі». Мері В. Грей кинула виклик цій ситуації, «засідаючи на засіданні Ради в Атлантик-Сіті. Коли їй сказали, що вона повинна піти, вона відмовилася та сказала, що почекає, поки прийде поліція. (Мері розповідає історію дещо інакше: коли їй сказали, що вона повинна піти, вона відповіла, що не може знайти норм у підзаконних актах, що обмежують відвідування засідань Ради. Потім їй сказали, що це було „джентльменською угодою“. Природно, Мері відповіла: „Ну, очевидно, я не джентльмен“.) Після цього засідання Ради були відкритими для спостерігачів і розпочався процес демократизації товариства»
Джулія Робінсон була першою жінкою-президентом Американського математичного товариства (1983—1984), але не змогла завершити свій термін, оскільки хворіла лейкемією.
У 1988 р. був створений Journal of the American Mathematical Society з метою стати головним журналом AMS.

## Зустрічі
AMS, разом з Математичною асоціацією Америки та іншими організаціями, проводить найбільшу щорічну наукову математичну зустріч у світі — Спільну математичну нараду, яка відбувається на початку січня. Спільна математична нарада 2019 року в Балтиморі зібрала близько 6000 учасників. Також кожна з чотирьох регіональних секцій AMS (Центральна, Східна, Південно-Східна та Західна) проводить засідання навесні та восени кожного року. Товариство також є спонсором зустрічей з іншими міжнародними математичними товариствами.

## Стипендії
AMS відбирає щорічний клас стипендіатів, які зробили видатний внесок у розвиток математики.

## Публікації
AMS також публікує журнал Mathematical Reviews, який є базою даних для оглядів математичних публікацій, різноманітних журналів та книг. 1997 року AMS придбало видавничу компанію «Chelsea Publishing Company», яку воно продовжує використовувати за призначенням. 2017 року AMS придбало MAA Press, програму видавництва книг іншого математичного товариства — Математичної асоціації Америки. AMS продовжуватиме видавати книги під пером та брендом MAA Press.
Журнали:
- Загальні
  - Бюлетень Американського математичного товариства — виходить щокварталу
  - Electronic Research Announcements of the American Mathematical Society — лише в Інтернеті
  - Journal of the American Mathematical Society — виходить щокварталу
  - Memoirs of the American Mathematical Society — виходять шість разів на рік
  - Notices of the American Mathematical Society — виходить щомісяця, одне з найбільш читаних математичних періодичних видань
  - Proceedings of the American Mathematical Society — виходить щомісяця
  - Transactions of the American Mathematical Society — щомісяця
- Тематично
  - Conformal Geometry and Dynamics- лише в Інтернеті
  - Journal of Algebraic Geometry — виходить щокварталу
  - Mathematics of Computation (Математика обчислень) — виходить щокварталу
  - Mathematical Surveys and Monographs
  - Representation Theory — лише в Інтернеті

- Журнали які перекладаються на постійній основі англійською мовою:
  - Санкт-Петербурзький математичний журнал
  - Теорія Ймовірності та Математична Статистика (український журнал, що видається Київським національним університетом імені Тараса Шевченка)
  - Угоди Московського математичного товариства
  - Експозиції Sugaku (японський журнал, що видається Математичним товариство Японії)

Праці та збірники:
- Advances in Soviet Mathematics [Архівовано 17 січня 2021 у Wayback Machine.]
- American Mathematical Society Translations [Архівовано 15 січня 2021 у Wayback Machine.]
- AMS/IP Studies in Advanced Mathematics [Архівовано 17 січня 2021 у Wayback Machine.]
- Centre de Recherches Mathématiques (CRM) Proceedings & Lecture Notes [Архівовано 26 січня 2021 у Wayback Machine.]
- Contemporary Mathematics [Архівовано 15 січня 2021 у Wayback Machine.]
- IMACS: Series in Discrete Mathematics and Theoretical Computer Science [Архівовано 17 січня 2021 у Wayback Machine.]
- Fields Institute Communications [Архівовано 17 січня 2021 у Wayback Machine.]
- Proceedings of Symposia in Applied Mathematics [Архівовано 15 січня 2021 у Wayback Machine.]
- Proceedings of Symposia in Pure Mathematics [Архівовано 15 січня 2021 у Wayback Machine.]

Блоги:
- Blog on Math Blogs [Архівовано 29 березня 2021 у Wayback Machine.]
- e-Mentoring Network in the Mathematical Sciences [Архівовано 19 березня 2021 у Wayback Machine.]
- AMS Graduate Student Blog [Архівовано 15 квітня 2021 у Wayback Machine.]
- PhD + Epsilon [Архівовано 14 квітня 2021 у Wayback Machine.]
- On Teaching and Learning Mathematics [Архівовано 8 березня 2021 у Wayback Machine.]
- Visual Insight [Архівовано 10 квітня 2021 у Wayback Machine.]
- Beyond Reviews: Inside MathSciNet [Архівовано 15 квітня 2021 у Wayback Machine.]

## Нагороди від товариства
Деякі нагороди присуджують спільно з іншими математичними організаціями.
- Меморіальна премія Бохера
- Премія Коула
- Гіббсівська лекція
- Премія Девіда Роббінса
- Премія Моргана[en]
- Премія Фалкерсона
- Премія Стіла
- Премія Норберта Вінера з прикладної математики
- Премія Освальда Веблена з геометрії

## Верстка
AMS було першим захисником набірної програми TeX, вимагаючи, щоб в програмі були виписані внески учасників, а також товариство розробило власні пакети AMS-TeX та AMS-LaTeX. Наразі TeX та LaTeX є розповсюдженними в математичному видавництві.

## Президенти
АМС очолює президент, який обирається на дворічний термін і не може виконувати обов'язки два терміни поспіль.
Спмсок президентів:

### 1888—1900
- Джон Говард Ван Амрінг (Нью-Йоркське математичне товариство) (1888—1890)
- Еморі МакКлінток (Нью-Йоркське математичне товариство) (1891–94)
- Джордж Хілл (1895–96)
- Саймон Ньюкомб (1897–98)
- Роберт Вудвард (1899—1900)

### 1901—1950
- Еліакім Мур (1901–02)
- Томас Фіске (1903–04)
- Вільям Осгуд (1905–06)
- Генрі Уайт (1907–08)
- Максим Бохер (1909–10)
- Генрі Файн (1911–12)
- Едвард Ван Влек (1913–14)
- Ернест Браун (1915–16)
- Леонард Діксон (1917–18)
- Френк Морлі (1919–20)
- Гілберт Блісс (1921–22)
- Освальд Веблен (1923–24)
- Джордж Біркгофф (1925–26)
- Вергілій Снайдер (1927–28)
- Ерл Реймонд Гедрік (1929–30)
- Лютер Айзенхарт (1931–32)
- Артур Байрон Кобл (1933–34)
- Соломон Лефшец (1935–36)
- Роберт Мур (1937–38)
- Гріффіт К. Еванс (1939–40)
- Марстон Морс (1941–42)
- Маршалл Стоун (1943–44)
- Теофіл Хільдебрандт (1945–46)
- Ейнар Хілле (1947–48)
- Джозеф Л. Уолш (1949–50)

### 1951—2000
- Джон фон Нойман (1951–52)
- Гордон Вікберн (1953–54)
- Реймонд Уайлдер (1955–56)
- Ріхард Брауер (1957–58)
- Едвард МакШейн (1959–60)
- Дін Монтгомері (1961–62)
- Джозеф Дуб (1963–64)
- Авраам Альберт (1965–66)
- Чарльз Б. Моррі-молодший (1967–68)
- Оскар Заріскі (1969–70)
- Натан Якобсон (1971–72)
- Сондерс Мак-Лейн (1973–74)
- Ліпман Берс (1975–76)
- Р. Х. Бінг (1977–78)
- Пітер Лакс (1979–80)
- Ендрю М. Глісон (1981–82)
- Джулія Робінсон (1983–84)
- Ірвінг Капланський (1985–86)
- Джордж Мостов (1987–88)
- Вільям Браудер (1989–90)
- Майкл Артін (1991–92)
- Рональд Грем (1993–94)
- Кетлін Моравец (1995–96)
- Артур Яффе (1997–98)
- Фелікс Браудер (1999—2000)

### 2001— дотепер
- Хайман Бас (2001–02)
- Девід Айзенбуд (2003–04)
- Джеймс Артур (2005–06)
- Джеймс Глім (2007–08)
- Джордж Е. Ендрюс (2009–10)
- Ерік М. Фрідлендер (2011–12)
- Девід Воган (2013–14)
- Роберт Л. Брайант (2015–16)
- Кен Рібет (2017–18)
- Джилл Пайфер (2019–20)

## Дивитися також
- Канадське математичне товариство
- Математична асоціація Америки
- Європейське математичне товариство
- Лондонське математичне товариство
- Список математичних товариств